# Funitel

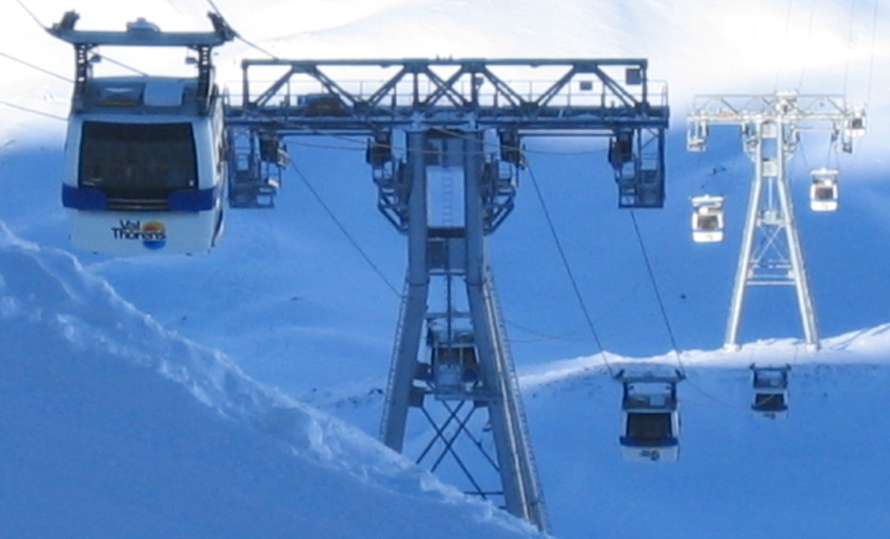
Funitel en Val Thorens (Saboya).

Un funitel es un tipo de remonte mecánico, usado generalmente para transportar esquiadores. El nombre es una mezcla de las palabras francesas funiculaire (funicular) y télépherique (teleférico). Los funiteles no solo sirven para transportar pasajeros; también se utilizan para transportar autos terminados entre distintas áreas de una fábrica. El número de funiteles en las estaciones de esquí ha ido en aumento en la última década.
Técnicamente son similares a las telecabinas, con cabinas cerradas que se embragan a un cable que circula generalmente a 5 o 6 metros por segundo, y que al llegar a las estaciones se desenganchan del cable para disminuir la velocidad a una apta para el embarque y desembarque de los usuarios. La principal diferencia con las telecabinas es que en vez de usar un solo cable, se utilizan dos cables paralelos por sentido (que pueden ser dos bucles sincronizados o un bucle doble), y el ancho de vía entre los cables es igual o mayor al ancho de las cabinas, lo que proporciona una gran estabilidad ante vientos fuertes que obligarían a una telecabina o telesilla a detenerse por razones de seguridad. Asimismo, los funiteles generalmente tienen cabinas de mayor capacidad, de entre 20 y 30 plazas.